# 尾道の女
『尾道の女』（おのみちのひと）は、北島三郎のシングル。1966年11月1日に日本クラウンから発売された。

## 概要
- 1965年に発売された函館の女に続く通称「女（ひと）シリーズ」[2] [3] [4]と呼ばれる内の一曲である。

- 2004年にリリースされた「【函館の女】～女シリーズ～その女をたずねて」[5]、2007年にリリースされた「その女をたずねて〜函館から沖縄まで〜」[6]にも収録されている。

## 収録曲
両曲共／作詞：星野哲郎、作曲・編曲：島津伸男
1. 尾道の女
2. 泣くな男だ